# Comuna Rogojeni, Șoldănești
Comuna Rogojeni este o comună din raionul Șoldănești, Republica Moldova. Este formată din satele Rogojeni (sat-reședință) și Rogojeni (loc. st. c. f.).

## Demografie
La recensământul din 2004 erau 743 de locuitori.
Conform recensământului din anul 2014, populația comunei este de 695 locuitori, dintre care (349) 46% - bărbați și (346) 54% - femei. În comuna Rogojeni sunt înregistrate 255 de gospodării casnice, iar mărimea medie a unei gospodării este de 2,73 persoane. Compoziția etnică a populației Comunei este predominantă de moldoveni/ români, care constituie peste 87,2% din populație, urmați de ucraineni – 11,2 și ruși – 1,4.    
| Etnie            | Ponderea, % |
| ---------------- | ----------- |
| Moldoveni/Români | 87,2%       |
| Ucraineni        | 11,2%       |
| Ruși             | 1,4%        |

## Administrație și politică
Componența Consiliului local Rogojeni (9 consilieri), ales la 5 noiembrie 2023, este următoarea:
|  | Partid                                       | Consilieri | Componență | Componență | Componență | Componență |
|  | -------------------------------------------- | ---------- | ---------- | ---------- | ---------- | ---------- |
|  | Partidul Social Democrat European            | 4          |            |            |            |            |
|  | Partidul Acțiune și Solidaritate             | 4          |            |            |            |            |
|  | Partidul Socialiștilor din Republica Moldova | 1          |            |            |            |            |